# Брайън Адамс
Брайън Гай Адамс (на английски: Bryan Guy Adams) е канадски рок певец, китарист, текстописец и фотограф.
Сред най-известните му албуми са Reckless, Waking Up the Neighbours и 18 till I Die. От 2011 г. има звезда на Холивудската алея на славата.

## Биография

### Произход и детство
Браян Адамс е роден в Кингстън, Онтарио в семейството на военно аташе. Има по-малък брат – Брус Адамс.
През 60-те години, с оглед професията на баща му, Брайън Адамс е живял в различни страни като Англия, Канада, Израел, Франция, Португалия и Австрия. През 1973 г. се установят във Ванкувър, Британска Колумбия, Канада.

### Кариера
Браян Адамс започва музикалната си кариера на 15-годишна възраст, когато напуска училище и започва да свири в групи като „Shock“ и „Sweeny Todd“, с която реализира албума If Wishes Were Horses.
Първият му самостоятелен албум излиза през 1980 г. и е наречен „Брайън Адамс“. Следват You Want It You Got It (1981), Cuts Like a Knife (февруари 1983), за да се стигне до 1984 г. и албума Reckless, който достига №1 в класацията за най-добър албум. Шест песни от него достигат до Топ 20 в музикалните класации в Канада, сред които са Run To You, Summer of '69 и Heaven. Този албум става платинен в САЩ.
Следва отново платиненият албум Into the Fire и Waking Up the Neighbours (1991), който отново се нарежда сред най-успешните в цялото му творчество с хитове като Everything I do (I do It For You), който поставя своеобразен рекорд в музикалните класации със своите 16 седмици в Англия и продадени три милиона копия в САЩ. Този албум и сингълът към него са в челните класации на много държави в периода 1991 – 1992 година. През 1991 година Брайън Адамс печели наградата Грами в категорията за най-добра музика към филм.
Следващият албум от колекцията е албумът So Far So Good, който е поредният успешен в кариерата на Брайън Адамс. Албумът, реализиран през 1993 година и издаден с песента Please Forgive Me, отново е в челните класации в много държави, като достига №1 в Канада и Австралия, а става платинен в САЩ.
Изпълнява песента Bang the Drum заедно с Нели Фуртадо на откриването на зимните олимпийски игри във Ванкувър през 2010 г.

### Личен живот
Певецът поддържа връзка с личната си асистентка Алисия Грималди, която на 22 април 2011 година му ражда дъщеря, наречена Мирабела Бъни. Това е първородното дете на Брайън Адамс. На 14 февруари 2013 година е родена и втората им дъщеря Лула Рози Ли.

## Дискография

### Албуми
- Bryan Adams, 12 февруари 1980
- You Want It You Got It, 21 юли 1981
- Cuts Like a Knife, 18 януари 1983
- Reckless, 5 ноември 1984
- Into the Fire, 30 март 1987
- Waking Up the Neighboursl, 24 септември 1991
- 18 til I Die, 4 юни 1996
- On a Day Like Today, 27 октомври 1998
- Room Service, 20 септември 2004
- 11, 17 март 2008
- Tracks of My Years, 30 септември 2014
- Get Up, 16 октомври 2015
- Shine a Light, 2019
- Pretty Woman - The Musical, 2022
- So Happy It Hurts, 2022
- Classic, 2022

### Сингли
- Let Me Take You Dancing, 1978
- Give Me Your Love, 1980
- Remember, 1980
- Hidin'from Love, 1980
- Coming Home, 1981
- Fits Ya Good, 1981
- Lonely Nights, 1982
- Straight from the Heart, 1983
- Cuts Like a Knife, 1983
- This Time, 1983
- Take Me Back, 1983
- I'm Ready, 1983
- The Only One, 1983
- Run to You, 1984
- Kids Wanna Rock, 1984
- Somebosy, 1985
- Heaven, 1985
- Summer of 69, 1985
- One Night Love Affair, 1985
- It's Only Love, 1985
- Diana, 1985
- Christmas Time, 1985
- Heat of the Night, 1987
- Hearts on Fire, 1987
- Victim of Love, 1987
- Only the Strong Survive, 1987
- Into the Fire, 1987
- Another Day, 1987
- Young Lust, 1990
- (Everything I Do) I Do It for You, 1991
- Can't Stop This Thing We Started, 1991
- There Will Never Be Another Tonight, 1991
- Thought I'd Died and Gone to Heaven, 1992
- All Want Is You, 1992
- Do I Have to Say the Words, 1992
- Touch the Hand, 1992
- Please Forgive Me, 1993
- All for Love, 1993
- Have You Ever Really Loved a Woman?, 1995
- Rock Steady, 1995
- The Only Thing That Looks Good on Me Is You, 1996
- Let's Make a Night to Remember, 1996
- Star, 1996
- I Finally Found Someone, 1996
- 18 til I Die, 1996
- Do to You, 1996
- I'll Always Be Right There, 1997
- Back to You, 1997
- I'm Ready, 1998
- On a Day Like Today, 1998
- When You're Gone, 1998
- Cloud Number Nine, 1999
- The Best of Me, 1999
- Don't Give Up, 2000
- Inside Out, 2000
- Here I Am, 2002
- Open Road, 2004
- Flying, 2004
- Room Service, 2005
- This Side of Paradise, 2005
- Why Do You Have to Be So Hard to Love, 2005
- So Far So Good, 2006
- When You're Gone, 2006
- I Thought I'd Seen Everything, 2008
- Tonight We Have the Stars, 2008
- She's Got a Way, 2008
- You've Been a Friend to Me, 2009
- One World, One Flame, 2010
- Alberta Bound, 2011
- Merry Christmas, 2011
- Tonight in Babylon, 2012

### Компилации
- Hits On Fire, 1988
- So Far So Good, 2 ноември 1993
- The Best of Me, 15 ноември 1999
- Anthology, 18 октомври 2005
- Icon, 31 август 2010